# Kashobwe
Kashobwe est une localité du district du Haut-Katanga en République démocratique du Congo. Elle est située dans le nord du territoire de Kasenga sur la rive gauche de la Lwapula à la frontière avec la Zambie, à moins de 20 km du lac Mwero. En 2009, elle compte environ 45 000 habitants.
Depuis 2005, Kashobwe est devenu une cité-rurale modèle grâce au projet de développement de l’homme d’affaires et gouverneur de province Moïse Katumbi. En 2009, on y cultive notamment le riz sur 100 ha, le manioc sur 8 ha et le maïs sur 100 ha. Avec le partenariat avec différents projets de développement, Kashobwe a augmenté la production de riz et d'introduire de variété rizicole tel que le Nerica 17.

## Personnalités
- Moïse Katumbi Chapwe (1964-), ancien gouverneur du Katanga, homme politique congolais et Président du TP Mazembe.
- Jean-Marie Kasumpa